# Tales of the Quintana Roo
Tales of the Quintana Roo é uma coleção de histórias de fantasia da autora americana Alice Sheldon, escrita como James Tiptree Jr. Foi lançado em 1986 e foi o primeiro livro da autora publicado pela Arkham House. Foi publicado em uma edição de 3.673 exemplares. As histórias apareceram originalmente na revista Isaac Asimov's Science Fiction Magazine e na The Magazine of Fantasy & Science Fiction e se passam na costa mais oriental da Península de Yucatán, no México. Além de ganhar o prêmio mundial de fantasia de melhor coleção em 1987, cada uma das histórias foi indicada ou ganhou prêmios de gênero, e "What Came Ashore at Lirios" foi incluído no Oxford Book of Fantasy Stories.

## Conteúdo
Tales of the Quintana Roo contém as seguintes histórias:
1. "Uma nota sobre os maias de Quintana Roo"
2. "O que chegou a Lirios" (publicado na revista Isaac Asimov's Science Fiction Magazine como "Lirios: A Tale of the Quintana Roo")[1]
3. "O menino que esquiou na água para sempre"
4. "Além do recife morto"

## Prêmios
A coleção e as histórias nela contidas foram indicadas para vários prêmios do gênero:
- Tales of Quintana Roo (Vencedor do World Fantasy Award de melhor coleção, 1987)
- "What Came Ashore at Lirios" (indicado ao Nebula Award, 1981)
- "The Boy Who Waterskied to Forever" (indicado ao Hugo Award, 1982)
- "Beyond the Dead Reef" (Vencedor do Locus Award de melhor conto, 1983)